# MG A
Pour les articles homonymes, voir MG.
La MGA ou MG Type A est une voiture de sport roadster du constructeur automobile britannique MG (Morris Garages), présentée au salon de l'automobile de Francfort 1955, et construite jusqu'en 1962. Elle succède aux roadsters MG T-type de 1936, et fait alors du constructeur le leader mondial du marché de la voiture de sport. 

## Historique
MG passe après-guerre sous contrôle de la firme British Motor Corporation, dont le président Leonard Lord préfère pendant plusieurs années donner la priorité commerciale à une autre de ses marques, Austin, pour développer la nouvelle marque Austin-Healey. Il ne validera le lancement de la nouvelle MG A qu'en 1954, à la suite de l'effondrement des ventes des vénérables MG T-type.

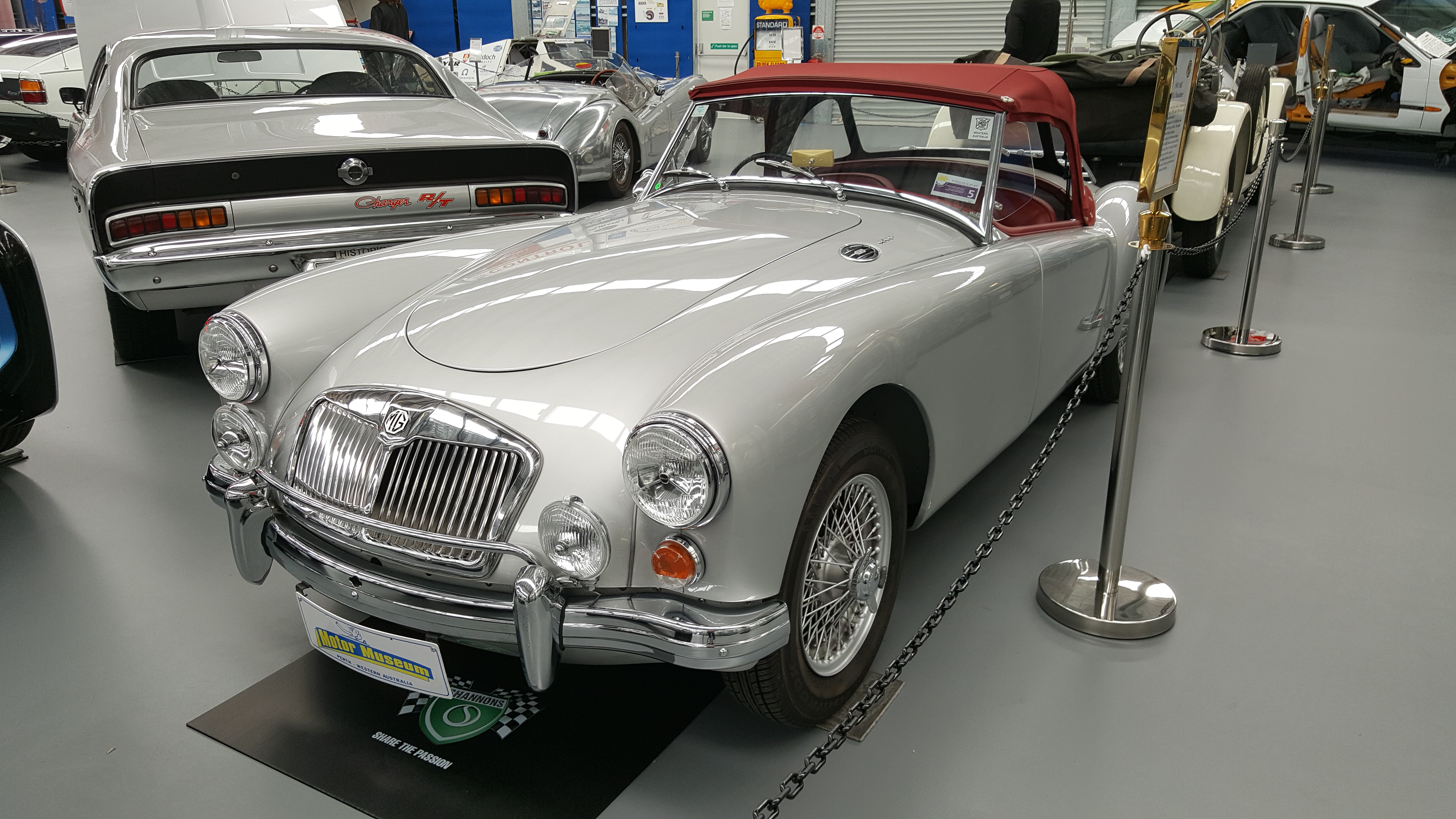
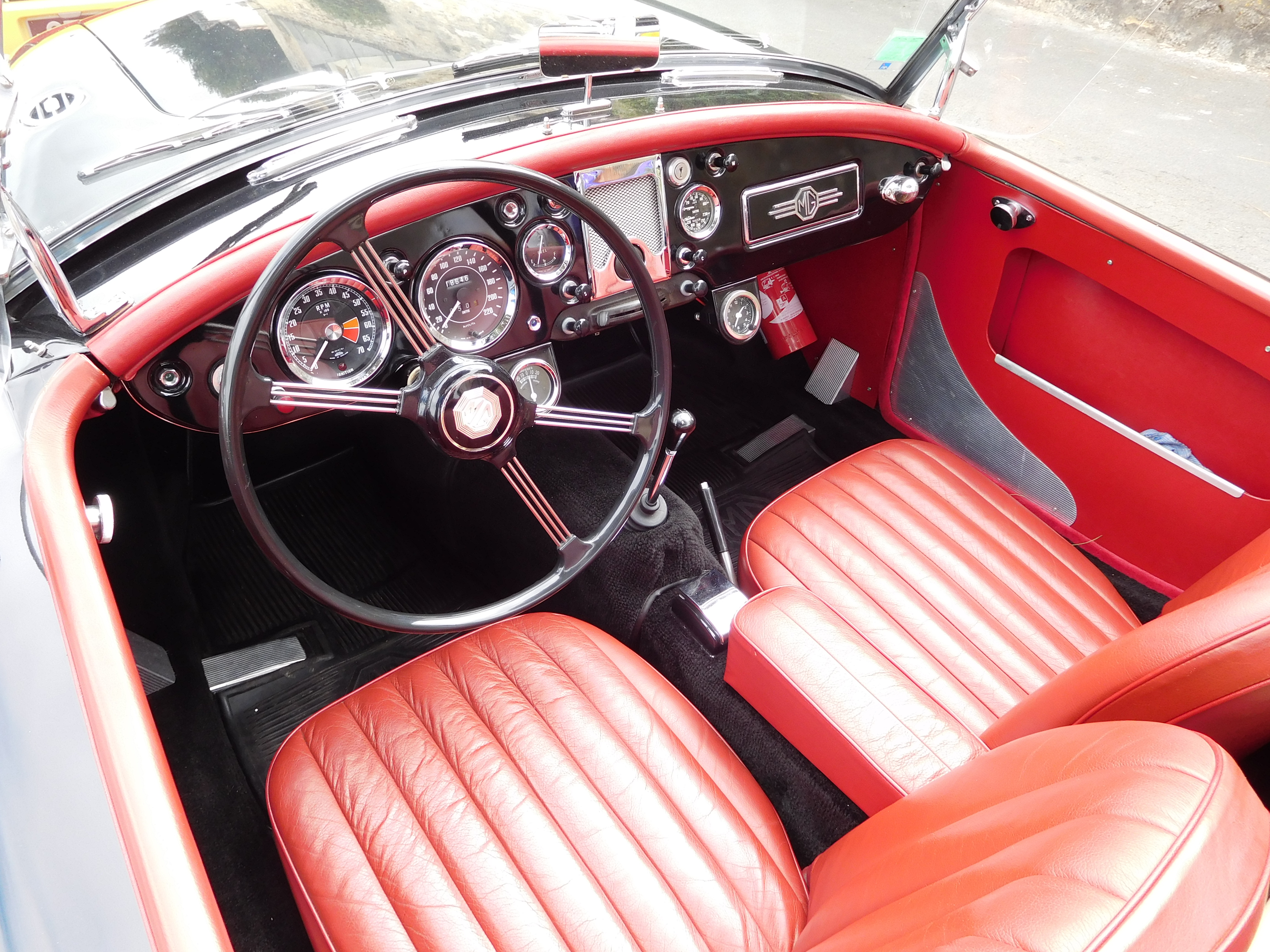
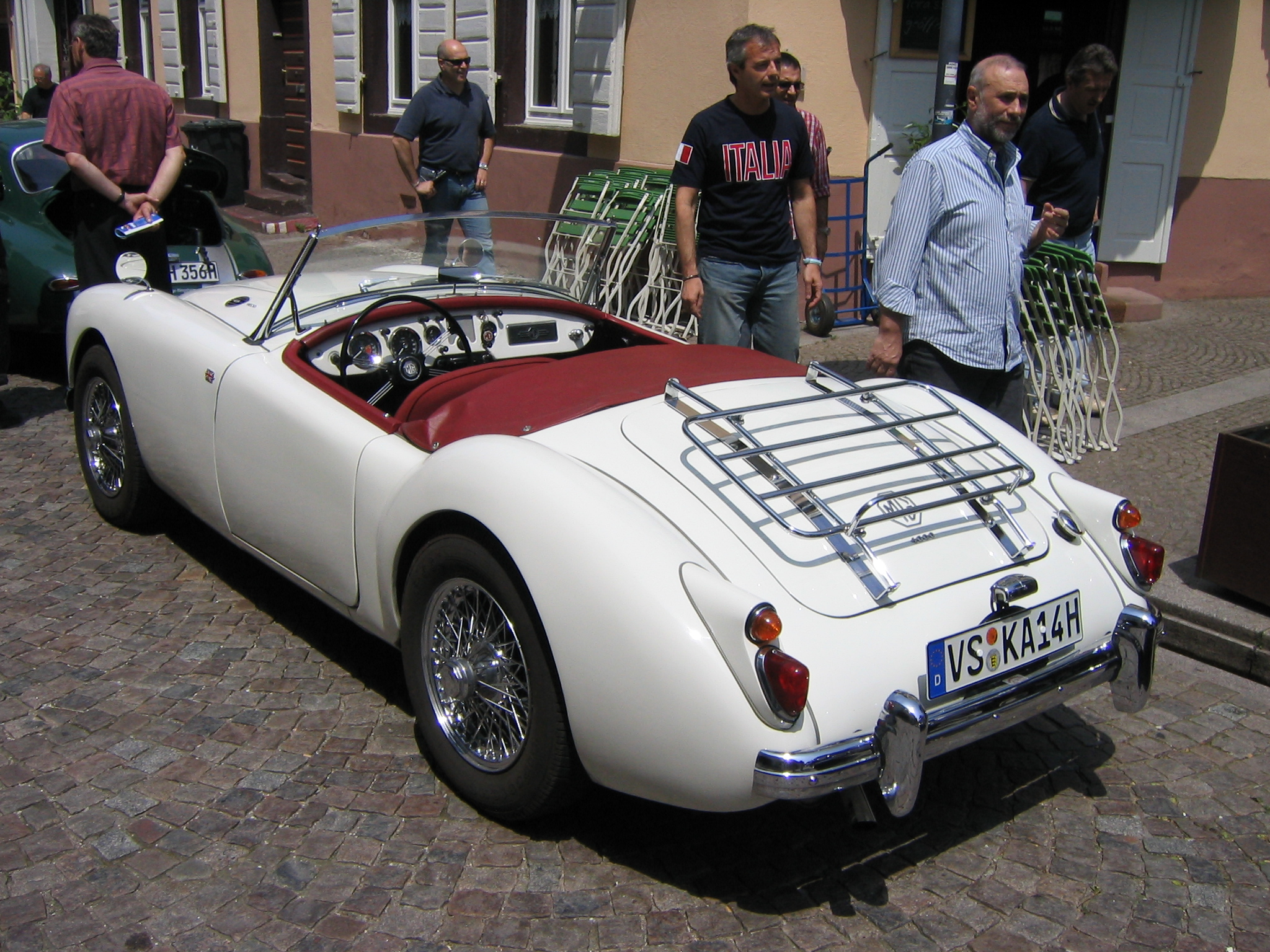

En dix mois, l'équipe technique va concevoir la nouvelle voiture (variante sport roadster des berlines MG Magnette ZA de 1953, au nouveau look d’après guerre) en s'appuyant sur les travaux menés depuis 1950 lorsque le styliste Sydney Enever (1906-1993) (promu en 1954 ingénieur en chef) avait conçu pour les 24 Heures du Mans (1951 et 1952) un prototype UMG 400, basée sur la MG TD, mais aux lignes modernes qu'ils jugent facilement adaptable à un modèle routier (dénommé EX172 en 1951 et EX179 en 1952),. 

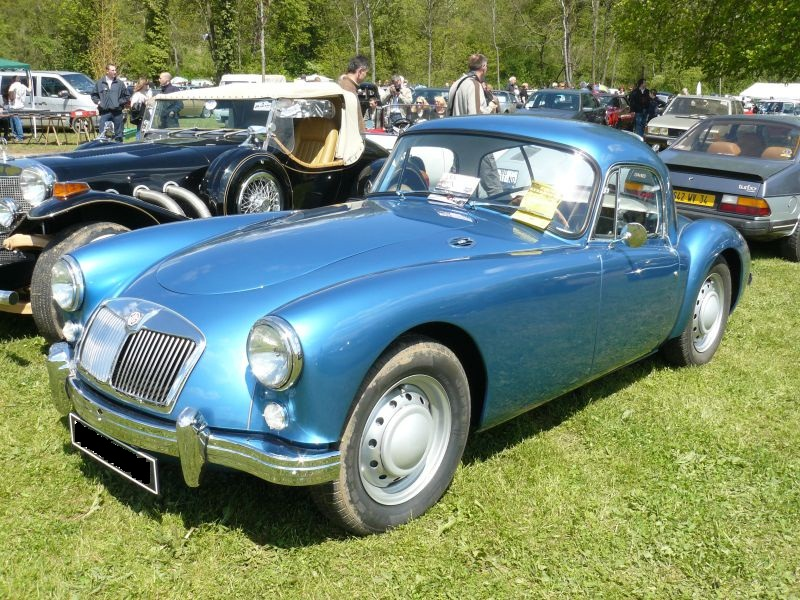
MG A coupé
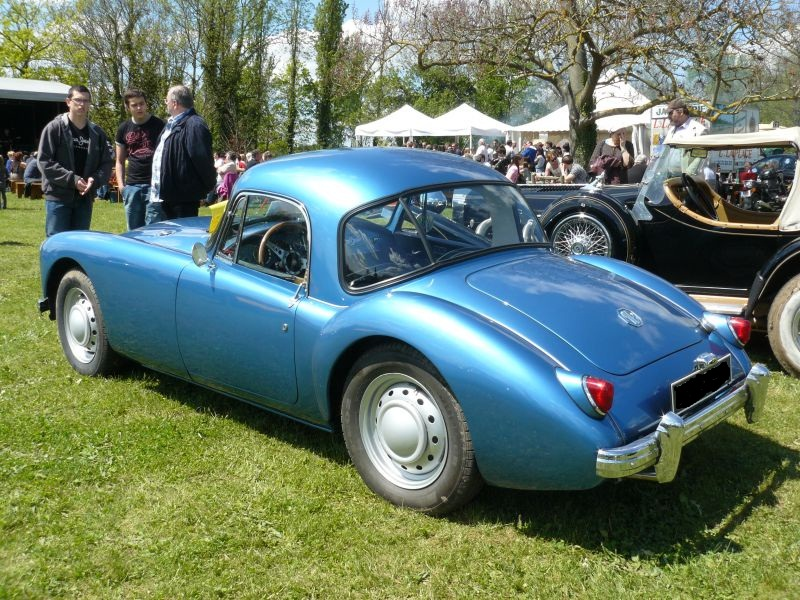
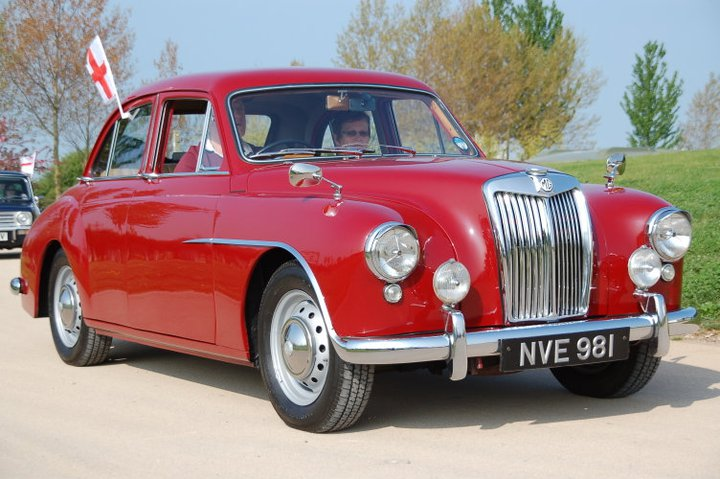
MG Magnette ZA berline

Un nouveau châssis est adopté, plus large et surbaissé, autorisant le montage d'une carrosserie aux lignes fluides. L’adoption d’un châssis aux longerons écartés par rapport à la TD permet d’abaisser la position de conduite. Le châssis est rigidifié grâce notamment à un arceau d’auvent caissonné. L’essieu arrière est rigide et la suspension avant est montée sur pivots avec des amortisseurs à leviers faisant office de triangles supérieurs.
L'ensemble moteur-boite de vitesses est issu de la berline MG Magnette de 1953 (moteur BMC Série-B 4 cylindres en ligne culbuté de 1,5 L et 1,6 L de cylindrée). Elle est initialement équipée de 4 freins à tambour hydraulique Lockheed, avec volant de type sport à l'anglaise à quatre branches resserrées, et tableau de bord à plusieurs manomètres.

## Production, commercialisation et évolutions
101 321 MGA furent produites de 1955 à 1962, jusqu'à sa succession par la MGB.

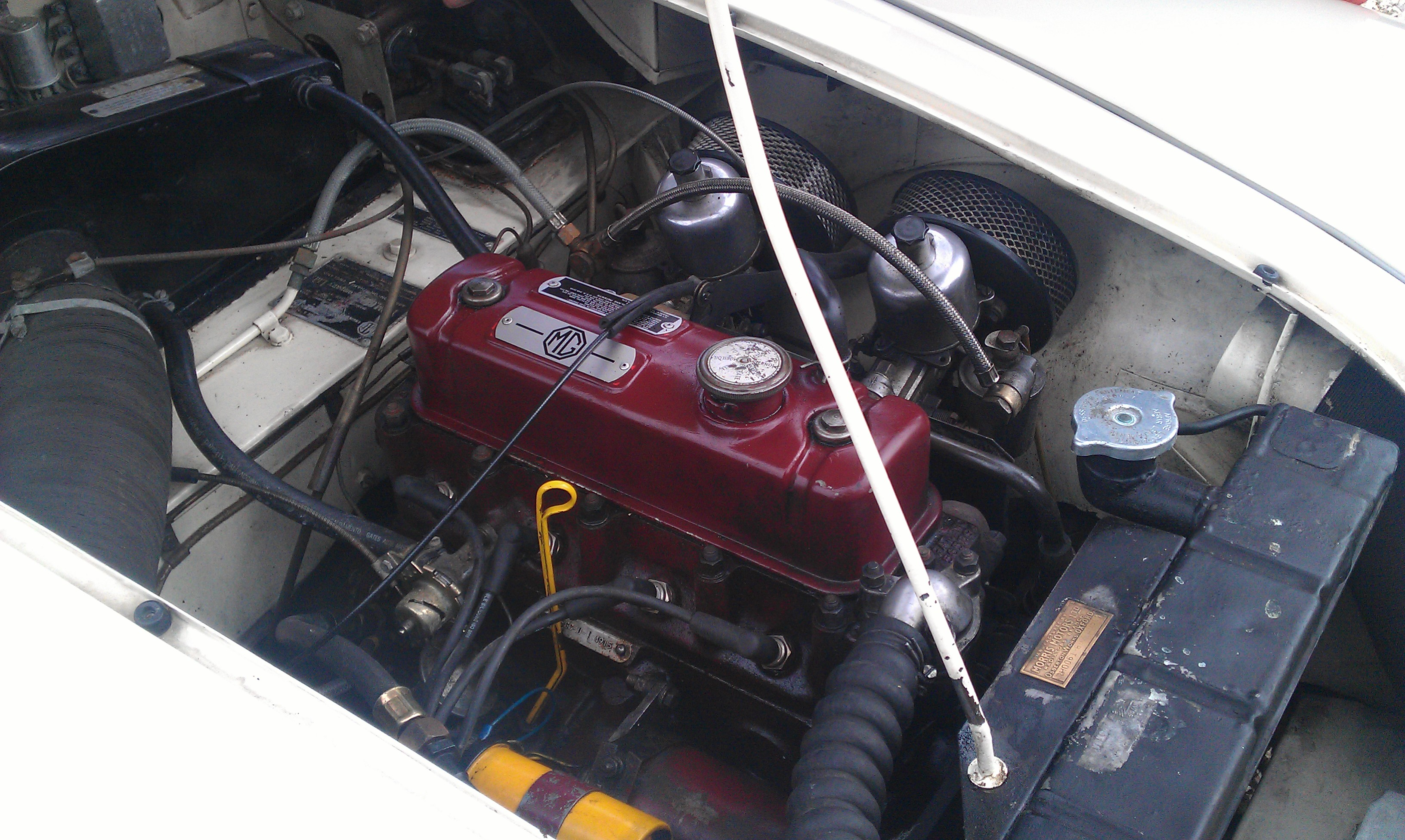
Moteur BMC Série-B 4 cylindres en ligne.

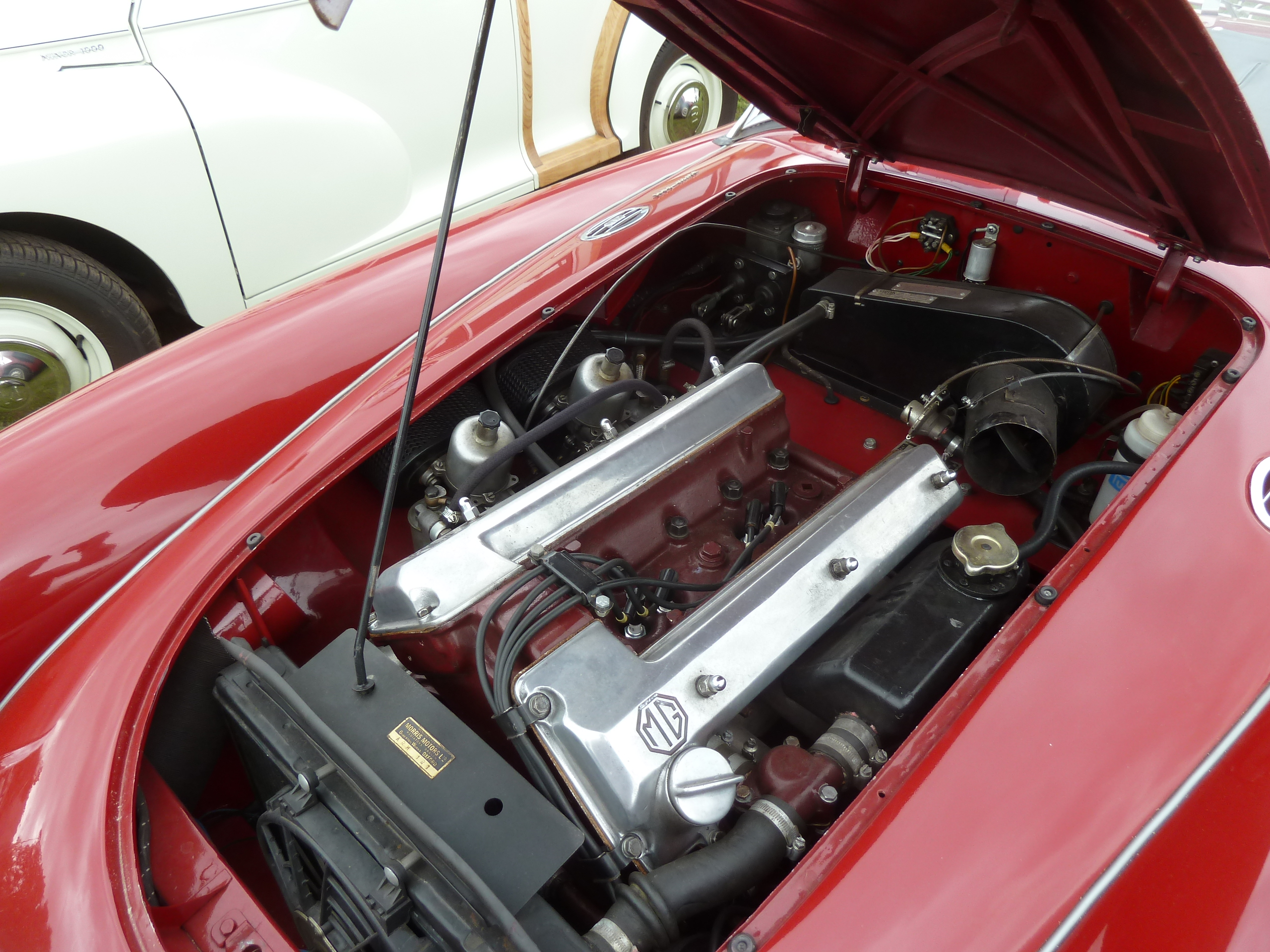
Moteur Twin Cam (double arbre à cames en tête).

Dès l'automne 1955, les MG A sont exportés vers les États-Unis. Leur vitesse (100 milles par heure ou 160 km/h) et un prix abordable ont assuré leur succès auprès d'une clientèle américaine alors entichée des petits roadsters britanniques. 80 % de la production des MG A furent au total exportés vers le marché nord américain.
Certaines lacunes poussèrent MG à présenter plusieurs évolutions de la Type A. D'abord l’arrivée du coupé deux places en 1956, puis une éphémère version MGA Twin Cam de 1958 (à Double arbre à cames en tête) qui se révéla trop fragile, mais qui était il est vrai, plutôt destinée à la compétition qu’à la conduite quotidienne. Ensuite une montée en puissance avec la MGA 1600 dotée d'un bloc plus souple, d'un équipement moins spartiate et de freins à disque à l'avant. En 1960, une option Deluxe fait son apparition, celle-ci est équipée de 4 freins à disques comme la Twin-Cam,.
- MGA 1500 MKI (1955-1959) et coupé (1956), 1 489 cm3, 4 freins à tambour, produite en 59 250 exemplaires.
- MGA 1600 MKI (1959-1961) et coupé, 1 588 cm3, produite à 31 419 exemplaires.
- MGA 1600 Twin-Cam (1958-1960) et coupé, 1 588 cm3 Twin-Cam, produite à 2 111 exemplaires
- MGA 1600 MKII (1961-1962) et coupé, 1 622 cm3, produite en 8 406 exemplaires.
- MGA 1600 De Luxe (1960-1962) et coupé (MKI et MKII), 1588 ou 1 622 cm3, produite en 313 exemplaires.

## Concurrence
La MG A concurrence entre autres les roadsters anglais de l'époque Allard J1, Nash-Healey, Austin-Healey 100, Morgan Plus 4, Triumph TR3, Jaguar XK140..., européens Lancia Aurelia, BMW 507, Mercedes-Benz 190 SL, Porsche 356... et américains Kaiser Darrin, Chevrolet Corvette C1, Ford Thunderbird...

## Compétition
La MG A fut utilisée pour mettre au point des prototypes de compétition :
- Le MG EX175 (1952) était aussi basé sur la MG EX172 Le Mans de 1952. Il fut construite en deux exemplaires dont un fut utilisé pour les tests en soufflerie de la carrosserie et des accessoires, mais les tests ne furent pas concluants. La deuxième voiture équipée d'un pare-brise de type bulle, courut en 1954 à Bonneville Salt Flats (États-Unis) en classe F. Conduite par George Eyston (1897-1979), elle y établit le nouveau record de vitesse à 246 km/h. Cependant, le EX179, équipé du nouveau moteur « Austin B-Series 1 500 cm3 Twin Cam »  (double arbre à cames) lui fut préféré en 1956 pour améliorer à nouveau le nouveau record officiel de vitesse à 274 km/h (285 km/h lors des tests). C'est ce même EX179, équipé d'un moteur « Austin 948 cm3 », qui fut aussi choisi pour courir en 1956 et en 1957.
- Le MG EX182, dénommé HMO 6, fut développé à partir de 1954 sur la base d'une MG A et du prototype EX175 pour courir dans la série B. Construit en quatre exemplaires, dont deux participèrent aux 24 Heures du Mans en 1955. Conduit par Steve Dixon, le prototype 41  participa en 1956 aux Mille Miglia, au RAC Rally et à l'Alpine Rally. Le prototype 39 conduit par Dick Jacobs fut détruit dans un accident aux 24 heures du Mans et le prototype 40 termina 17e et participa en 1957 à plusieurs autres courses (Mille Miglia, Nurburgring, Goodwood, Rheims, Crystal Palace, and Silverstonp). Le protoype 38 qui termina 12e en 1956 au Mans est toujours visible au musée MG (voir vidéo).
- Le MG SRX210 Twin Cam, basé sur le MG EX182/40, avec le moteur « Austin B-Series 1 500 cm3 Twin Cam », participa en 1957 au Liege-Rome rally et aux 24 heures du Mans et fut aussi utilisé dans plusieurs courses en 1958 et 1959.

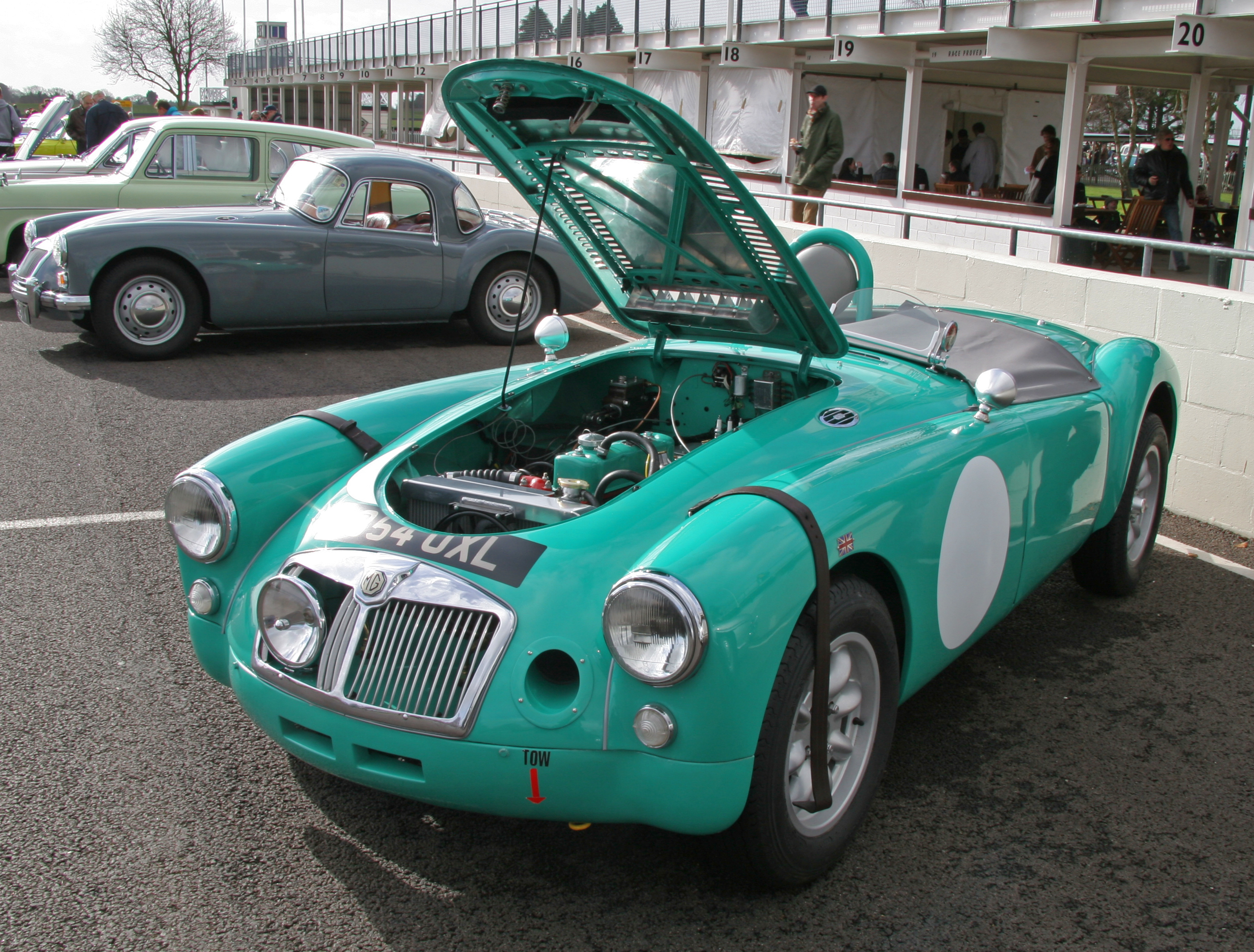
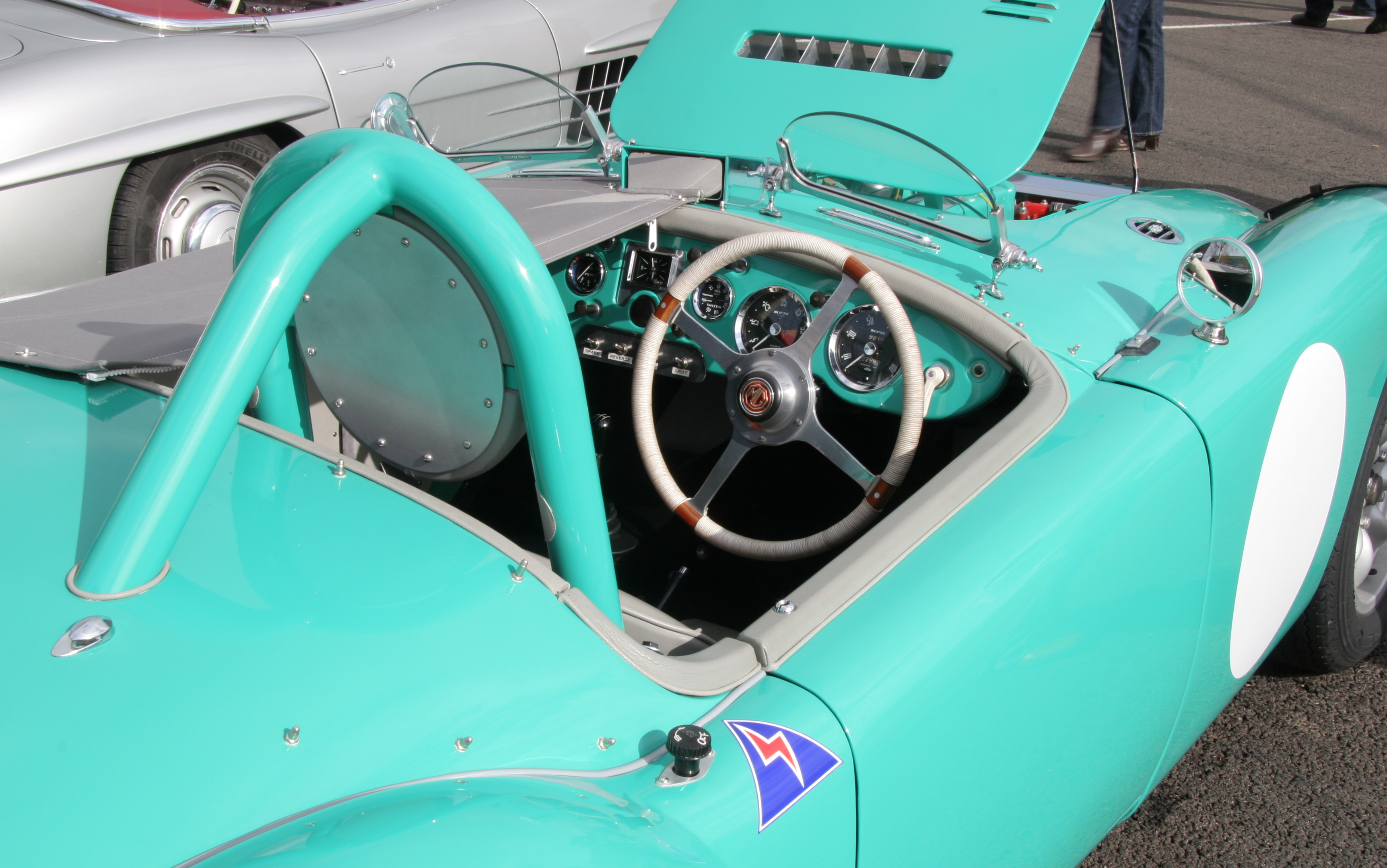
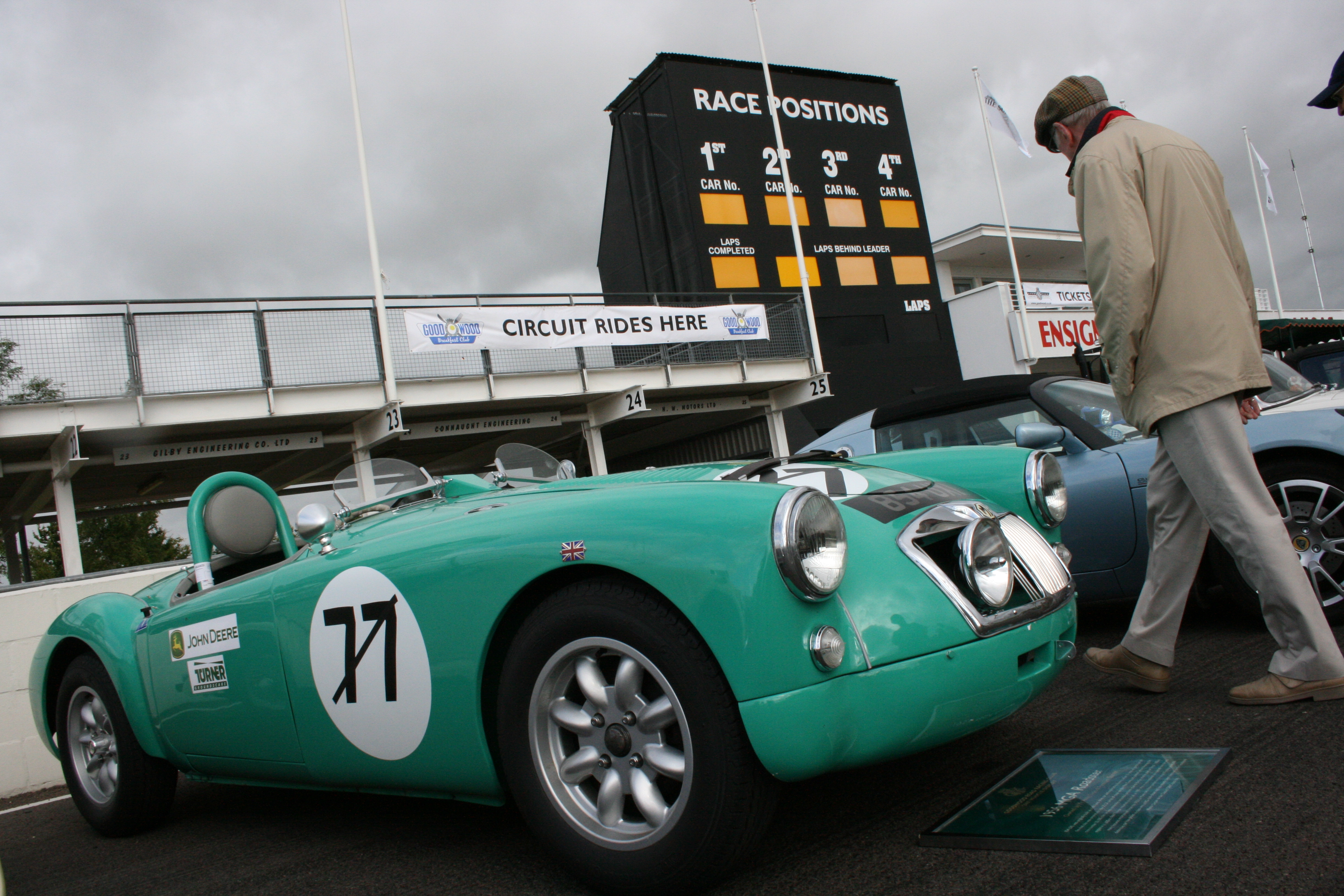
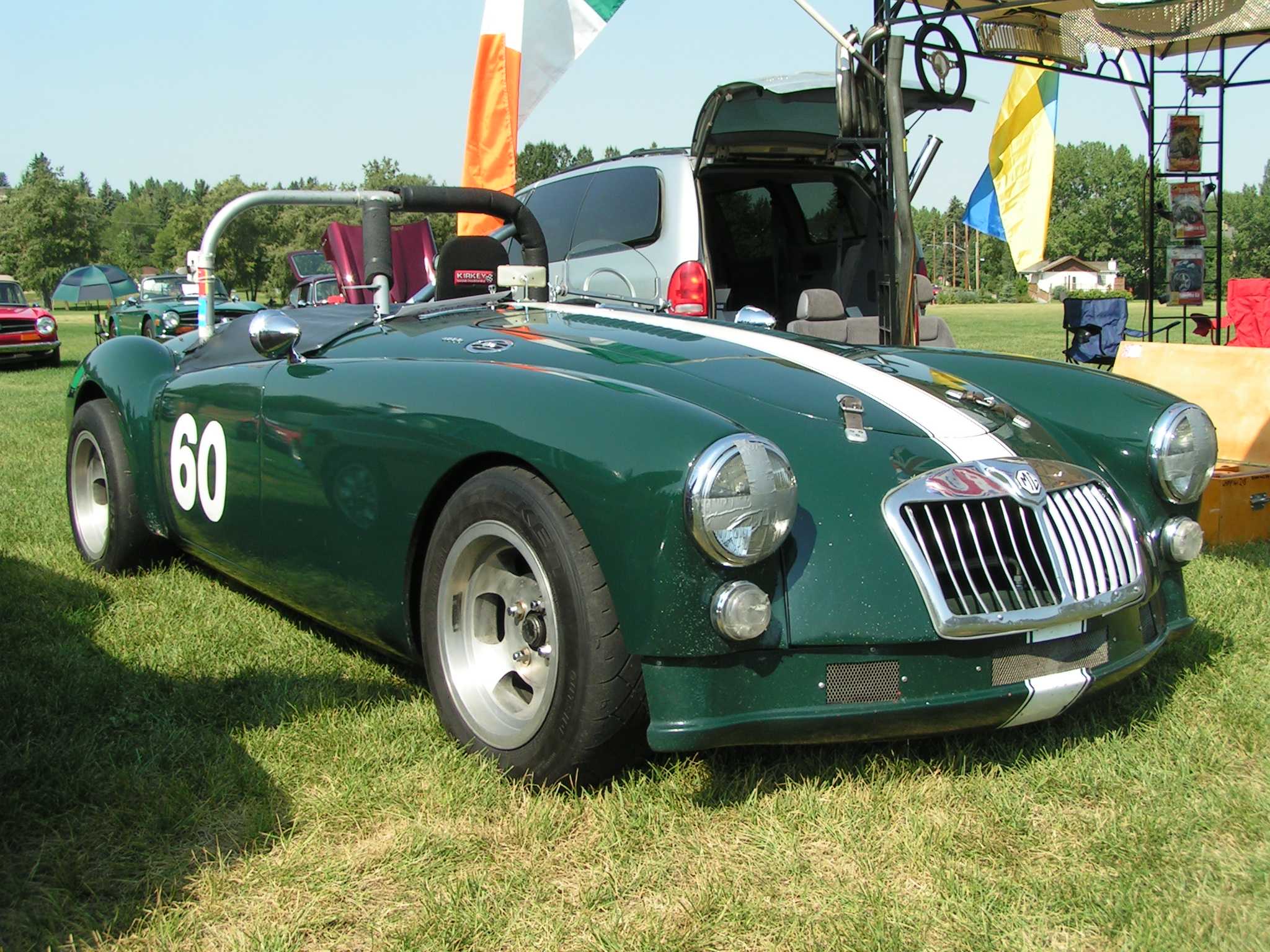
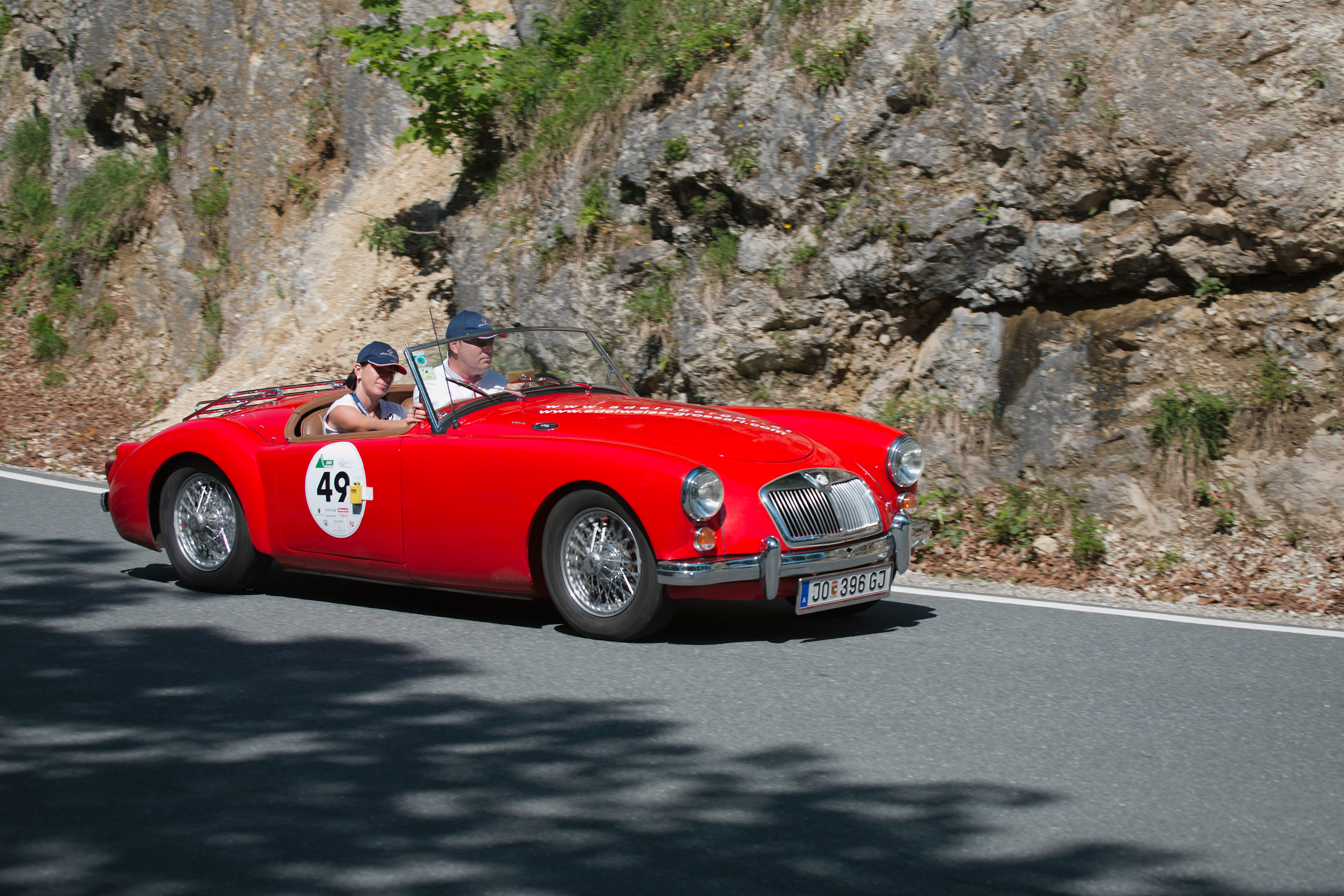